# The Bad Old Days
Chansons représentant le Royaume-Uni au Concours Eurovision de la chanson
Rock Bottom
(1977) Mary Ann
(1979)
The Bad Old Days (Les Mauvais vieux jours en français) est la chanson représentant le Royaume-Uni au Concours Eurovision de la chanson 1978. Elle est interprétée par Co-Co.
La chanson britannique est la huitième de la soirée, suivant Bailemos un vals interprétée par José Vélez pour l'Espagne et précédant Vivre interprétée par Carole Vinci pour la Suisse.
À la fin des votes, The Bad Old Days obtient 61 points et prend la onzième place sur vingt participants. C'est alors le plus mauvais résultat du Royaume-Uni. De toutes les chansons du Royaume-Uni présentées de 1975 à 1993, c'est la seule chanson qui ne reçoit un vote de 12 ou 10 points. Le meilleur vote est 8 points accordés par l'Allemagne.
Le single se classe à la 13e place des ventes du Royaume-Uni trois semaines après sa sortie à l'occasion du concours et sera pendant sept semaines parmi les meilleurs. Il est le seul succès du groupe Co-Co.

## Source de la traduction
- (en) Cet article est partiellement ou en totalité issu de l’article de Wikipédia en anglais intitulé « The Bad Old Days » (voir la liste des auteurs).